# Minne- oder Werbelied
Das Minne- oder Werbelied ist die häufigste Gattung des Minnesangs. Innerhalb dieses Subtyps gibt es starke Variationen, jedoch kann man folgende Tendenzen erkennen: Es spricht zumeist ein männliches lyrisches Ich, welches in der Spielart der „Hohen Minne“ als Minner die Frau umwirbt, oder im monologischen Selbstgespräch über sein (fast immer unerfülltes) Werben reflektiert. Sehr selten spricht im Minne- oder Werbelied eine weibliche Figur, da die Frau in dieser lyrischen Gattung mehr ein passives Objekt der männlichen Werbebemühungen zu sein scheint und deswegen selten als aktives Subjekt zu Wort kommt.

## Formen des Minne- oder Werbelieds
Unterschiedliche Formen des Minne- oder Werbelieds können anhand von Attributen wie Inhalt, Intention und Adressat klassifiziert werden. Die unterschiedlichen Ausprägungen werden in den nächsten Unterkapiteln beschrieben und mit Textbeispielen und deren Analyse näher dargestellt.

### Minneklage
Es monologisiert ein (zumeist) männliches lyrisches Ich über seine vergeblichen Werbebemühungen, ohne dabei die Umworbene selbst anzusprechen. Stattdessen wird die Minneklage wie ein emotionaler Lagebericht des männlichen Sprechers inszeniert, der so über innere (z. B. Schüchternheit des Werbenden,…) und äußere Widerstände (z. B. missgünstige Umwelt,…) während seiner Werbung reflektiert. Die inneren Widerstände des klagenden Ichs sind gleichzeitig typische Attribute der Minnespielart der „Hohen Minne“.
Beispiel: Reinmar (MF 170,1)
Ich wil allez gâhen

zuo der liebe, die ich hân.

Sô ist ez niender nâhen,

daz sich ende noch mîn wân.

Doch versuoche ich ez alle tage

und gediene ir sô, daz si âne ir danc

mit fröiden muoz erwenden kumber, den ich trage.
Analyse:
Es spricht ein männliches lyrisches Ich, welches um eine unerreichbare Frau wirbt. Dennoch übt sich der Werbende in Beständigkeit, indem er treu der auserwählten Dame dient. Im Monolog reflektiert das männliche lyrische Ich über seine Werbebemühungen: Die Treue, Aufrichtigkeit und Beständigkeit seiner Liebe steht im Vordergrund, auch wenn – ganz im Sinne der Hohen Minne – der Kummer erwähnt wird, der aufgrund der Einseitigkeit der Liebe zur emotionalen Bewährungsprobe des Mannes wird. Die geringe Hoffnung des Mannes, wie sie in den letzten zwei Verszeilen angedeutet wird, ab und zu doch (kleine) Früchte seiner Werbung ernten zu können, ist inhaltlich nebensächlich. Es verdeutlicht nur noch stärker den emotionalen Zwiespalt des Mannes und gleichzeitig die Unnahbarkeit der Frau.

### Direktes Werbe- oder Klagelied
Im Gegensatz zur Minneklage wird im direkten Werbe- oder Klagelied die umworbene Dame vom männlichen lyrischen Ich direkt angesprochen. Diese Form ist, obwohl sie sich in Inhalt und Modus nicht von der Minneklage unterscheidet, selten anzutreffen.
Beispiel: Reinmar (MF 176,5)
Aller sælde ein sælic wîp,

tuo mir sô,

daz mîn herze hôhe gestê,

Obe ich ie durch dînen lîp

wurde frô,

daz des iht an mir zergê.

Ich was ie der dienest dîn.

nu bist du ez, diu fröide mîn!

sol ich iemer lieben tac oder naht gesehen?

daz lâ, frouwe, an mir geschehen.
Analyse:
Das männliche lyrische Ich spricht die umworbene Dame direkt an. Der Werbende bekennt sich offenherzig zu seiner Liebe, präsentiert sich als Dienstmann der Dame und rühmt sie als seine einzige Freude. In der vorletzten Verszeile fragt sich der männliche Sprecher, ob er jemals eine „freudige Nacht oder einen freudiger Tag“ erleben wird und fügt in der letzten Verszeile die Bitte an die Dame hinzu, dass sie (als seine einzige „Freudenspenderin“) ihm diese Freude doch zuteilwerden lassen könne. In den darauf folgenden drei Versen dieses Liedes wird jedoch klar, dass der Mann die umworbene Frau niemals erreichen wird: Insofern ist das direkte Werbe- oder Klagelied mit der Minneklage identisch, einzig die direkte Anrede der Dame unterscheidet diese beiden Formen des Minne- oder Werbelieds.

### Frauenpreislied
Der Frauenpreis ist eine seltene Form des Minne- oder Werbelieds: Meist sind nur einzelne Frauenpreisstrophen in Minnelieder eingefügt. Im Frauenpreis oder in Frauenpreisstrophen wird die umworbene Frau mit all ihren wunderbaren Attributen gerühmt.
Beispiel: Reinmar (MF 159,1)
Ich wirbe umbe allez, daz ein man

ze werltlîchen fröiden iemer haben sol:

Daz ist ein wîp, der ich enkan

nâch ir vil grôzem werde niht gesprechen wol.

Lobe ich si, sô man ander frouwen tuot,

daz genimet sie niemer tac von mir für guot.

doch swer ich des, si ist an der stat,

dâs ûz wîplîchen tugenden nie fuoz getrat.

daz ist iu mat.
Analyse:
Die Dame wird von dem männlichen lyrischen Ich gerühmt und in all ihrer Herrlichkeit beschrieben. Das Bild einer idealtypischen höfischen Frau wird dargestellt: Die Frau sei von unerreichbarem Wert (Verszeile 3 und 4) und von großer Tugendhaftigkeit (Verszeile 8 und 9). Die Großartigkeit der weiblichen Figur wird von Reinmar in der letzten Verszeile noch deutlicher inszeniert, indem er ein Mattsetzungsmotiv in seinen Text einbaut. WEN die Dame jedoch mit ihren unerreichbaren, höfischen Eigenschaften matt setzt ist fraglich. Es ist durchaus vorstellbar, dass damit sämtliche potentielle, männliche Werbende gemeint sind, die allesamt keine reelle Chance auf einen Werbungserfolg haben. Andererseits könnten damit auch andere Frauen gemeint sein, welche im Glanz der beschriebenen Dame quasi verblassen. Beide Interpretationen des Mattsetzungsmotives zeigen jedoch deutlich, dass dieses die unerreichbare Position der Dame verdeutlichen soll.

### Minne-Preislieder
Noch seltener als der Frauenpreis ist der Minnepreis ohne Klagegestus, der zumeist in Form von Einzelstrophen in Minnelieder eingefügt ist. Thematisiert werden darin die Hoffnung des männlichen lyrischen Ichs auf eine erfolgreiche Werbung oder auch die Rechtfertigung seiner Treue der auserwählten Frau gegenüber.
Beispiel: Reinmar (MF 156,10)
Ich wæne mir liebe geschehen wil:

mîn herze hebet sich ze spil,

Ze fröiden swinget sich mîn muot,

alse der valke enfluoge tuot

Und der are ensweime.

[...]
Analyse:
Das männliche lyrische Ich wirft einen hoffnungsvollen Blick in die Zukunft und beschreibt die Möglichkeit (!) einer sich erfüllenden Liebe. Die Freude des Mannes über diese mögliche, erwiderte Liebe wird mit Vergleichen zur Tierwelt bildhaft dargestellt (Verszeile 2 bis 5): Des Mannes Herz hebt sich, seine Sinne schwingen sich auf zur Freude – wie ein dahinfliegender Falke (mhd. <valke>) oder ein dahinschwebender Adler (mhd. <are>).

### Sonstige
Als Formen des Minne- oder Werbelieds kann man auch die Minnelehre, den Minnespruch und die Frauenrede bezeichnen – beziehungsweise als Ausprägungen, welche oft eng verknüpft mit den oben genannten Formen (zumeist als eingefügte Einzelstrophen) des Minne- oder Werbelieds vorkommen.

#### Minnelehre (Minneregel, Minnereflexion)
Die Minnelehre thematisiert Regeln, Anforderungen und Verbote, welche dem Werbenden während seiner Bemühungen auferlegt sind.

#### Minnespruch
Der Minnespruch ähnelt in seiner Thematik der Minneregel, unterscheidet sich jedoch in seiner (spruchhaften) Form.

#### Frauenlied – Frauenrede
Innerhalb des Frauenlieds, in dem eine Frau die Rolle des lyrischen Ichs ausfüllt, ist die Form des Frauenmonologs am häufigsten. Strophenweise alternierend findet sich die monologische Frauenrede in der Gattung des Wechsels, und strophen- und versweise wechselnd in der Gattung des Dialoglieds.

## Wichtige Vertreter dieses Subtyps
- Reinmar
- Walther von der Vogelweide
- Friedrich von Hausen
- Heinrich von Morungen
- Heinrich von Veldeke
- Ulrich von Liechtenstein
- Neidhart
- Der von Kürenberg